# آلیسون ایستوود
آلیسون ایستوود (انگلیسی: Alison Eastwood؛ زادهٔ ۲۲ مهٔ ۱۹۷۲ آلیسون فرزند کلینت ایستوود می‌باشد. یک هنرپیشه، و کارگردان اهل ایالات متحده آمریکا است. وی از سال ۱۹۸۰ میلادی تاکنون مشغول فعالیت بوده‌است.

## گزیده آثار بازیگری
- طناب بندبازی (۱۹۸۴)
- قدرت مطلق (۱۹۹۷)
- نیمه‌شب در باغ خوب و بد (۱۹۹۸)
- دوستان و عاشقان (۱۹۹۹)
- فقط یک رابطه جنسی بی‌ضرر (۱۹۹۹)
- سیاه و سفید (تله فیلم - ۲۰۰۰)
- خوره‌های بیلیارد (۲۰۰۲)
- آشغال‌های سالن (۲۰۰۲)
- بازی قدرت (۲۰۰۳)
- آنها در بین ما هستند (۲۰۰۴)
- افراد سایه (۲۰۱۳)
- وحدت (۲۰۱۵)